# Parco nazionale Hornopirén
Il parco nazionale Hornopirén (in spagnolo: Parque Nacional Hornopirén) è un parco nazionale situato nella Regione di Los Lagos, in Cile.